# PEACE STADIUM Connected by SoftBank
PEACE STADIUM Connected by SoftBank（ピーススタジアム コネクテッド バイ ソフトバンク）は、長崎県長崎市幸町の長崎スタジアムシティ内にあるサッカー専用スタジアム。ジャパネットホールディングス（ジャパネット）が事業主となり、グループ会社のリージョナルクリエーション長崎が主体となって運営にあたる。
ジャパネットグループの日本プロサッカーリーグ（Jリーグ）・V・ファーレン長崎がホームスタジアムとして使用している。
開場時より東京都港区に本社を置く通信大手のソフトバンクが命名権を取得し「PEACE STADIUM Connected by SoftBank」（ピース スタジアム コネクテッド バイ ソフトバンク、略称「ピースタ」の名称を用いている（詳細は後述）。

## 概要
三菱重工業長崎造船所幸町工場跡地の再開発事業として、ジャパネット、ジョーンズ・ラング・ラサール、竹中工務店の3社が核となって手掛けた「長崎スタジアムシティプロジェクト」の中核施設である。「ピッチまでの距離日本最短の約5m」を始めとした、観戦体験を重視した構造と、日本初となる「ホテル一体型スタジアム」を実現させているのが特色となっている。
スタジアムシティのグランドオープン（2024年10月14日）に先立つ2024年10月6日の明治安田J2リーグ第34節・V・ファーレン長崎対大分トリニータの試合が行われて19,011人の観客を集め、実質的な供用開始となった。グランドオープン前日の2024年10月13日には福山雅治による無料こけら落としライブが開催された。

## 施設概要
約35,000 m2の敷地中央に天然芝ピッチを配し、南北と西側（浦上川側）には地上6階建て（RC造、高さ約28 m）の観客席が、東側（JR長崎本線・西九州新幹線・国道202号側）にはスタジアム観客席と一体となったホテル棟「STADIUM CITY HOTEL NAGASAKI」（地上14階建て、高さ約60 m）が建つ。西側観客席がメインスタンド、東側のホテル棟がバックスタンド側となる。
観客席は基本的に全周で2層式で、1階から3階が下層席、4階と5階が上層席になる。スタジアム全周において最前列とピッチ（サイドライン・ゴールライン）との距離を規定で定められたギリギリの5mまで近づけて臨場感を演出する一方、全座席にドリンクホルダーを設置するなど快適性にも配慮した。座席のカラーリングは長崎の海のディープブルーと長崎の空のスカイブルーをグラデーションで配色したものとなっている。
両チームのベンチは欧州のサッカースタジアムで多く見られる観客席一体型（観客席埋め込み型）となり、ベンチに近いメインスタンド中央前列の観客席は「プレイヤーズスイート」と名付けられた食事付きのVIP席として販売される。
ホテル棟は「日本初のサッカースタジアムビューホテル」を謳うように客室全243室の約7割がスタジアム側に向いているほか、6階に設けられるプール、半露天風呂、サウナからもスタジアムが眺められる。なお、ホテル棟（バックスタンド）の下層スタンドは一般向けの観客席だが、上層（4階・5階）はボックス席及びスイートルームとなっている。

## 命名権
2022年12月19日、ジャパネットホールディングスと通信大手のソフトバンクは、長崎スタジアムシティプロジェクトにおいてICT領域で連携すると共に、ソフトバンクがスタジアムの命名権を取得し、スタジアムを「PEACE STADIUM Connected by SoftBank」と名付けることを明らかにした。契約期間は2029年1月31日までの5年間で、契約額については明らかになっていない。

## アクセス
- JR西九州新幹線・長崎本線 長崎駅から徒歩約10分
- 長崎電気軌道本線 スタジアムシティノース停留場から徒歩約3分、スタジアムシティサウス停留場から徒歩約6分
- 長崎バス ココウォーク茂里町バスターミナルから徒歩約5分